# Christoph Rech
Christoph Rech (* 29. April 1993 in Bad Aibling) ist ein deutscher Fußballspieler.

## Laufbahn
Christoph Rech kam über die Stationen SV Schechen und TSV 1860 Rosenheim in der U-17 zum TSV 1860 München. Als unumstrittene Stammkraft sammelte der Linksfuß Spielpraxis in der U-17- bzw. in der U-19-Bundesliga Süd/Südwest. Anschließend war der Innenverteidiger ab der Saison 2012/13 für die U21 des Zweitligisten in der Regionalliga Bayern aktiv. In zwei Jahren gehörte Rech mit 57 Spielen (zwei Tore) zu den Leistungsträgern seiner Mannschaft. Im Sommer 2014 wurde er vom Drittligisten SSV Jahn Regensburg verpflichtet und erhielt einen Vertrag bis 2016. Schon am ersten Spieltag gab er sein Profidebüt und spielte gegen den MSV Duisburg 90 Minuten durch – der Jahn gewann mit 3:1. In der Winterpause wurde Rech zunächst an den Regionalligisten Wacker Burghausen ausgeliehen und später fest verpflichtet. Nach zwei Jahren in Burghausen schloss sich Rech in der Sommerpause 2017/18 dem SV Türkgücü-Ataspor München in der Landesliga Bayern Südost an.
Zur Saison 2019/20 wechselte Rech zum FC Pipinsried.

## Trivia
Mit Ende der Saison 2014/15 wurde Christoph Rech bei der Fan-Wahl mit 48 % der Stimmen zum Spieler der Saison des Jahn Regensburg gewählt. Die Wahl Rechs erklärt sich als Fan-Protest gegen den Abstieg am Ende dieser Saison. Fangruppierungen hatten während der Wahl dazu aufgerufen Rech zu wählen, da er als der Spieler mit den wenigsten Einsätzen (5) auch am wenigsten für den Abstieg verantwortlich sei.